# Alto (Itàlia)

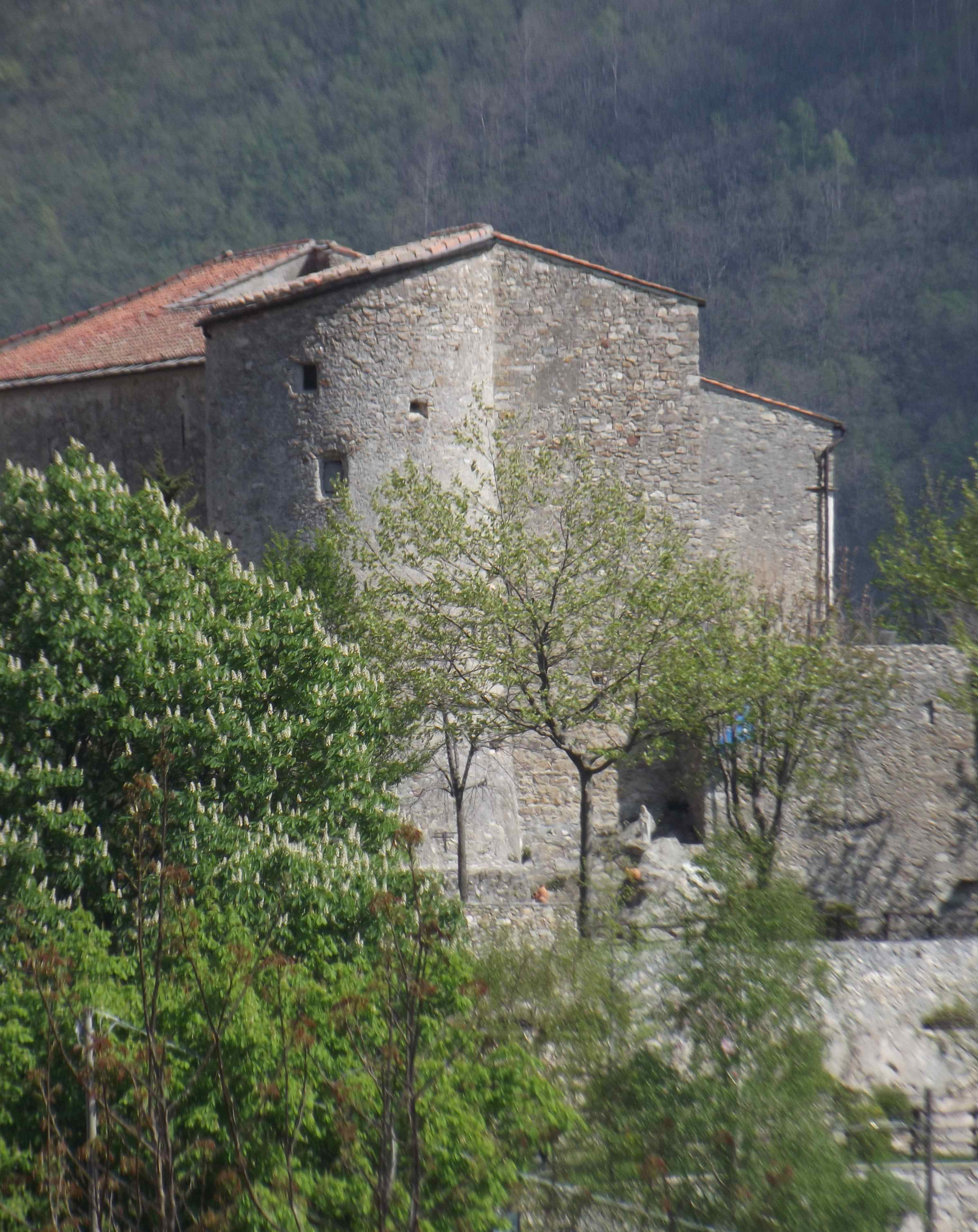
El castell

Alto és un comuna italiana amb 119 habitants a la Província de Cuneo, al Piemont. Eclesiàsticament forma part de la diòcesi de Mondovì i civilment a la comunitat montana Alto Tanaro Cebano Monregalese. Hi destaquen les caselle: antic refugi de per a pastors amb rutes de senderisme interessants al voltant de les pastures.Durant la Segona Guerra Mundial Alto fou teatre de nombrosos episodis protagonitzats per la resistència italiana, entre els qui trobà la mort Felice Cascione, el metge autor del popular motiu Fischia il vento. És recordat per un monument de pedra amb una placa, a la localitat Fontane.

## Alcaldes

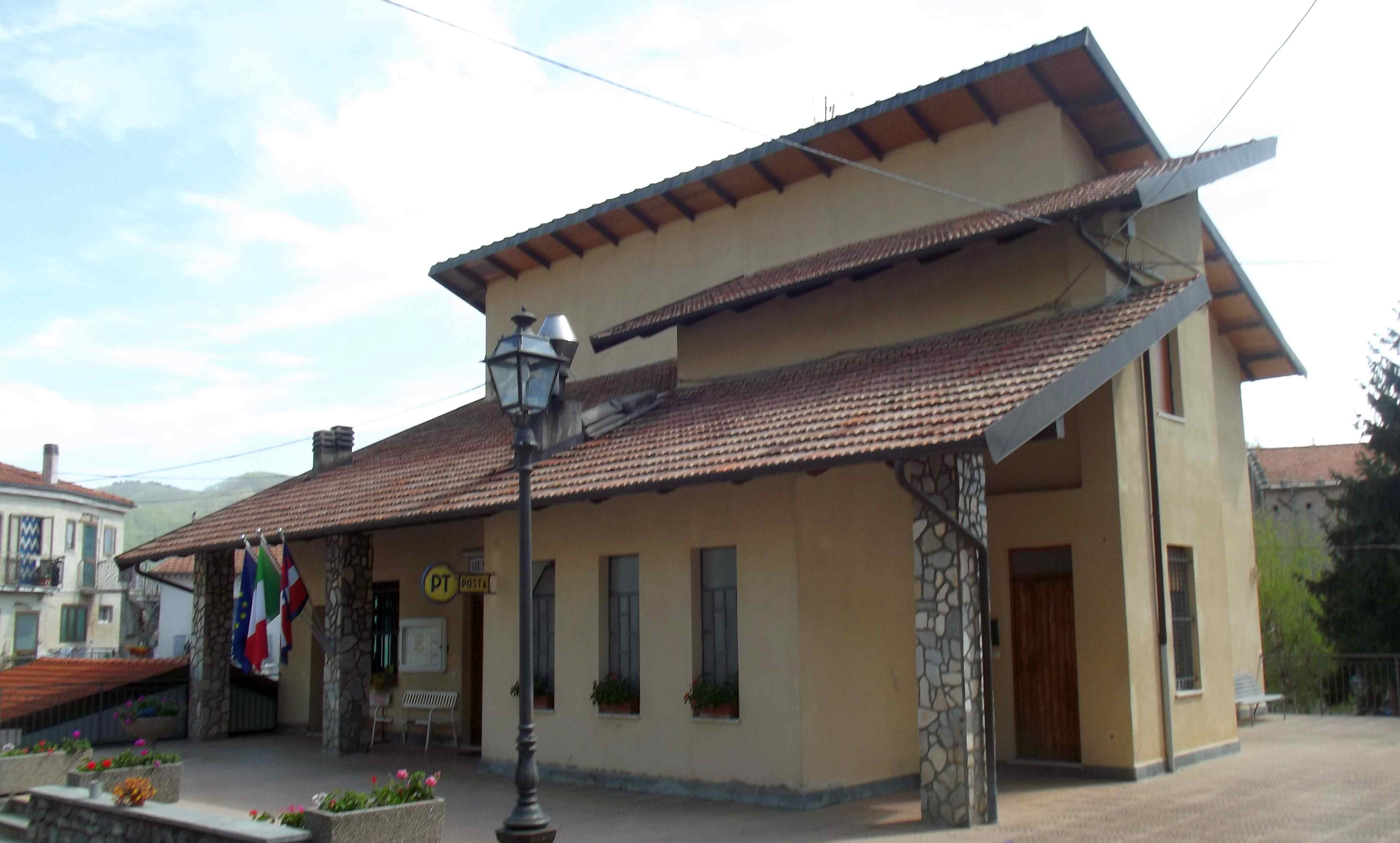
L'ajuntament

| Inici                 | Finalització          | Nom                  | Partit       | Càrrec                    |
| --------------------- | --------------------- | -------------------- | ------------ | ------------------------- |
| Alcaldes              |                       |                      |              |                           |
| 14 de juny del 1999   | 14 de juny del 2004   | Luigi Borghi         | Lista civica | Sindaco                   |
| 14 de juny del 2004   | 22 de febrer del 2008 | Francesco De Andreis | Lista civica | Sindaco                   |
| 22 de febrer del 2008 | 26 de febrer del 2008 | Francesco D'Angelo   |              | Commissario prefettizio   |
| 26 de febrer del 2008 | 15 d'abril del 2008   | Francesco D'Angelo   |              | Commissario straordinario |
| 15 d'abril del 2008   | 27 de maig del 2013   | Renato Sicca         | Lista civica | Sindaco                   |
| 27 de maig del 2013   | En el càrrec          | Renato Sicca         | Lista civica | Sindaco                   |